# Franciszek Kostek
Franciszek Kostek (ur. 1828, zm. 1883) – duchowny greckokatolicki, teolog, rektor Uniwersytetu Lwowskiego w roku 1871, poseł-wirylista do Sejmu Krajowego Galicji.